# Куросіо (течія)

Схема прямування течії на мапі Тихого океану

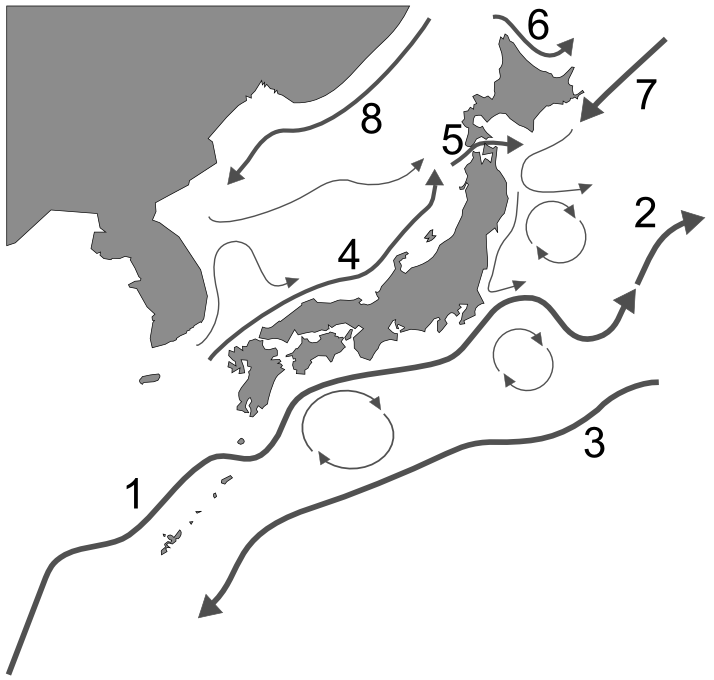
Течії Японського архіпелагу:
1. Куросіо 2. Продовження Куросіо 3. Анти-Куросіо 4. Тепла Цусімська течія 5. Тепла Цугарська течія 6. Тепла течія Соя 7. Курильська течія (Ояшіо) 8. Холодна Ліманська течія.

Течія Куросіо (яп. 黒潮, くろしお, МФА: [kuɾoɕi.o], «чорна течія»; англ. Kuroshio Current) — друга за величиною у світі океанська течія після Антарктичної циркумполярної течії. Несе свої води у західній частині Тихого океану. На 40° північної широти Куросіо зустрічаються з холодною Курильською течією відхиляються на схід, переходячи у Північно-Тихокеанську течію.
Куросіо — потужна течія, що прямує на південний схід уздовж західного краю північної частини Тихого океану від східних берегів Північних Філіппін до східних берегів Японії. Є продовженням Північної пасатної течії і пов'язане з Північно-Тихоокеанською течією (через відгалуження течії Куросіо), є частиною системи загальної циркуляції Тихого океану. Течія Куросіо перетинає Східно-Китайське море поблизу островів Окінава, потім уздовж південного берега острова Кюсю, гілка, що відгалужується тут прямує уздовж західного берега острова Кюсю, і входить в Японське море через Цусімську протоку (Східний прохід) як Цусімська течія. Провідна частина течії Куросіо прямує південніше Японських островів. В районі 36-37 ° півн. ш. течія Куросіо повертає на схід; стрижень течії має хвилеподібну лінію. Далі течія Куросіо розгалужується на дві гілки: східну і південну. Південна течія повертає на південний захід, утворюючи протитечію течії Куросіо. Східна гілка течії Куросіо може бути простежено на схід приблизно до 180 ° сх. д., причому до 160 ° сх. д. вона має значну потужність.
Ширина течії Куросіо близько 80 км. Глибину розповсюдження течії Куросіо точно визначити досить важко. За глибину поширення течії Куросіо приймають верхній 400-метровий шар з інтенсивним потоком вод високої температури і високою солоністю, так як нижче цього шару розташована субарктична вода низької температури і низької солоності.

## Гідрологія
Куросіо — тепла течія, що несе тропічні води до полярного регіону. Її інколи називають Японською морською течією (日本海流) або «Чорною течією». Водяні потоки мають мало поживних речовин, а тому досить прозорі і планктон у них не розростається. Завдяки цьому води Куросіо темно-синього, майже чорного кольору, що дав назву цій течії у японській мові.
Аналогом Куросіо в Атлантичному океані є течія Гольфстрим. Продовженням Куросіо на півночі є Північна тихоокеанська течія, далі на сході — Каліфорнійська течія, а на півдні — Північна екваторіальна течія.
Води Куросіо містять багато урану, вони несуть близько 5,2 тон цього хімічного елементу повз японське узбережжя щорічно. Води цієї теплої течії також підтримують життя коралових рифів Японії, найпівнічніших коралових рифів у світі.

## Зародження течії Куросіо
Існує декілька районів зародження течії Куросіо розподілених уздовж його осі. Однак основні води течії Куросіо формуються з Північнотихоокеанської центральної водної маси. Ця вода, що опускається в зоні субтропічній конвергенції між 23 і 25 ° півн. ш., головним чином прямує на південь до стрижня Північної пасатної течії на глибинах 50 — 100 м. Як було встановлено, продовженням цієї течії є течія Куросіо. Біля східного узбережжя острова Тайвань товщина шару Північної пасатної течії різко збільшується — приблизно від 200 до 400 м, що вказує на злиття вод двох течій. Цей район вважається основним районом формування течії Куросіо.
Крім того, при русі на південний схід потужність Куросіо посилюється за рахунок надходження вод з прилеглих районів. Послідовні зміни інтенсивності течії Куросіо під час його проходження вздовж берегів Тайваню, Окінави і Японії вказують на декілька додаткових районів надходження вод.

## Швидкість і витрата
Куросіо має швидкість від 1 до 6 вузлів. Максимальна швидкість, часто перевищує 5 вузлів, спостерігається у східних берегів Японії, де Куросіо зустрічає холодну Курильську течію. Така ж швидкість спостерігається у південних берегів Японії. У південній частині течії Куросіо, в районах островів Окінава і Тайвань, швидкість його близько 2 вузлів. Далі вниз за течією спостерігається асиметричний розподіл швидкості з зоною зсуву в ліву (північну) частину течії. Поблизу Японії витрата Куросіо 40-50 млн м³/с. Але це значення витрати може значно коливатися через складність вибору глибини нульової поверхні і визначення ширини течії Куросіо. На півдні витрата течії Куросіо, ймовірно, зменшується до 20-30 млн м3/с. Оскільки витрата Північної пасатної течії оцінено приблизно в 40 млн м³/с, то можна вважати, що близько половини цього потоку повертає на північ, вливаючись в течія Куросіо, а інша половина живить Міжпасатну протитечію.

## Водні маси
Течія Куросіо містить три водні маси: поверхневу (0-100 м) з високою температурою (близько 20 °С) і солоністю (34,5 ‰); проміжну з високою солоністю (34,9-35,1 ‰) що формується у центральній частині Тихого океану (між 10 і 20 ° півн. ш.), і субарктичну проміжну, яка формується в північній частині Тихого океану шляхом інтенсивного перемішування. Остання водна маса характеризується низькою солоністю (34,0-34,3 ‰). і по відношенню до неї виникає сумнів, чи доцільно відносити цей шар до течії Куросіо.

## Топоніміка
На честь течії назване містечко Куросіо в японській префектурі Коті.